# Ахмет Тюрк
Ахмет Тюрк (на турски: Ahmet Türk) е турски политик от кюрдски етнически произход, кюрдски националист. Председател на Партията за демократично общество до нейната забрана през 2009 г. Тогава той, заедно с останалите депутати от партията са принудени да напуснат парламента на Турция и им се забранява в продължение на 5 години да се присъединяват към политически партии.
На местните избори през 2014 г. е избран за кмет на Мардин, като е подкрепен от Демократическата партия на регионите. На 21 ноември 2016 г. властите в Турция го задържат „по обвинения в терор“ и освобождават от длъжността като кмет.

## Биография
Ахмет Тюрк е роден на 2 юли 1942 г. в град Дерик, вилает Мардин, в семейство кюрдски земевладелци и племенни водачи в Югоизточна Турция.